# Macadique de Baixo
Macadique de Baixo (Makadique, Makadiki, Makadidi) ist ein osttimoresischer Suco im Verwaltungsamt Uato-Lari (Gemeinde Viqueque). Der Suco ist einer von drei Sucos, in die der Suco Macadique 2023 aufgeteilt wurde.

## Geographie
Der Suco Macadique de Baixo (deutsch „Unter-Macadique“) liegt im äußersten Süden des Verwaltungsamtes Uato-Lari. Südlich befindet sich der Suco Macadique de Cima (deutsch „Ober-Macadique“), nördlich der Suco Matahoi und westlich die Sucos Uma Uain Leten, Caraubalo (beide Verwaltungsamt Viqueque) und Ossorua (Verwaltungsamt Ossu). Im Südosten grenzt Macadique de Baixo an die Timorsee. Zu dem Suco gehören die Aldeias Betulari, Comiuro, Coquilaco, Lacarate, Lau-Uma, Lutuguia und Ossolari. Im Zentrum befindet sich der Ort Pafuloain, durch den die südliche Küstenstraße verläuft, eine der wichtigsten Verkehrswege des Landes. Die Grenze zu Matahoi bildet der Fluss Saqueto.

## Einwohner
Die Mehrheit der Einwohner spricht als Muttersprache Makasae.

## Geschichte
Am 1. Oktober 2023 wurde der Suco Macadique aufgeteilt. Die beiden Territorien im Landesinneren bilden nun den Suco Macadique Uaitame. Das Territorium im Süden wurde in zwei Hälften geteilt. Der Südwesten am Fluss Lugassa, mit dem Ort Macadique, gehört zum Suco Macadique de Cima, der Nordosten zu Macadique de Baixo.

## Politik
Bei den Kommunalwahlen in Osttimor 2023 wurde erstmals für Macadique de Cima ein Chefe de Suco gewählt.